# Yves Dumont
Yves Dumont é o pseudônimo utilizado pelo ex-executivo da Gessy Lever Durval Monteiro para escrever telenovelas brasileiras. Optou por usar este nome em homenagem ao ator francês Yves Montand, completando-o com a junção abreviada de seu nome e sobremonme (Durval monteiro).
Contratado pelo SBT, adaptou a novela Maria Esperança e foi o autor responsável pelos textos do "Câmera Café", esquete cômico baseado em formato francês, que a emissora exibiu recentemente, em várias edições diárias, com grande sucesso. Já fez trabalhos para a Record e TV Globo, além de outras emissoras. Era o supervisor de texto da telenovela Revelação.

## Trabalhos
Telenovelas
| Trabalho                     | Ano  | Emissora             | Escalação                 | Parceiros Titulares               |
| ---------------------------- | ---- | -------------------- | ------------------------- | --------------------------------- |
| Revelação                    | 2008 | SBT                  | supervisor                | Thereza di Giácomo Íris Abravanel |
| Maria Esperança              | 2007 | SBT                  | autor principal adaptação | Thereza di Giácomo                |
| Vale Todo                    | 2002 | Rede Globo Telemundo | autor principal adaptação | Walther Negrão                    |
| Tiro e Queda                 | 1999 | Rede Record          | supervisor                | Luís Carlos Fusco                 |
| Louca Paixão                 | 1999 | Rede Record          | autor principal           |                                   |
| Estrela de Fogo (telenovela) | 1998 | Rede Record          | autor principal           |                                   |

Minisséries e outros
| Trabalho            | Ano  | Emissora    | Escalação       | Parceiros Titulares |
| ------------------- | ---- | ----------- | --------------- | ------------------- |
| Câmera Café         | 2007 | SBT         | autor           |                     |
| A História de Ester | 1998 | Rede Record | autor principal |                     |
| O Desafio de Elias  | 1997 | Rede Record | autor principal |                     |